# Maiacetus

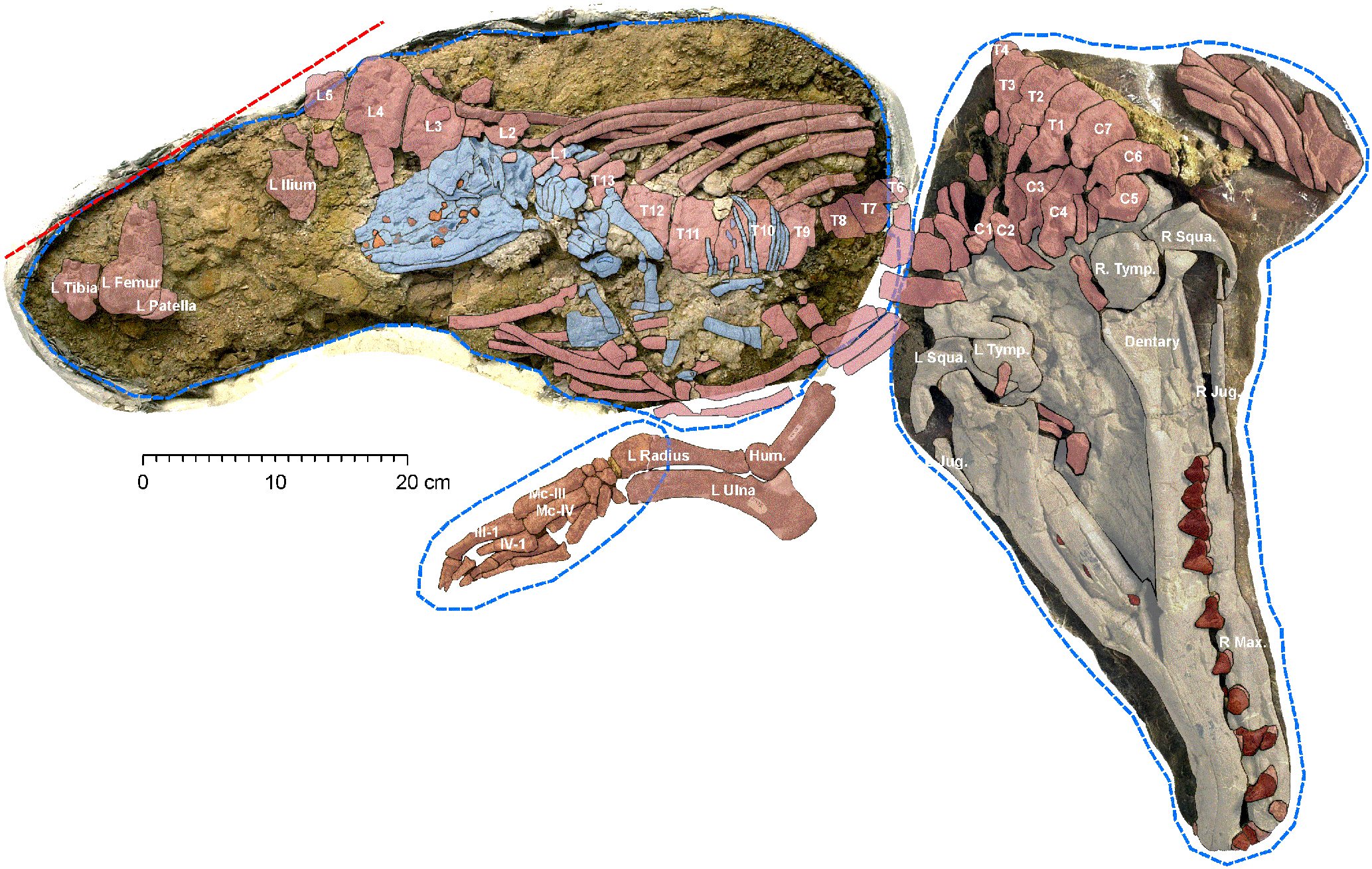
Szkielet dorosłego i domniemanego płodu (zaznaczony na niebiesko). Charakterystyczne ułożenie płodu, a także redukcja długości tylnej kończyny matki

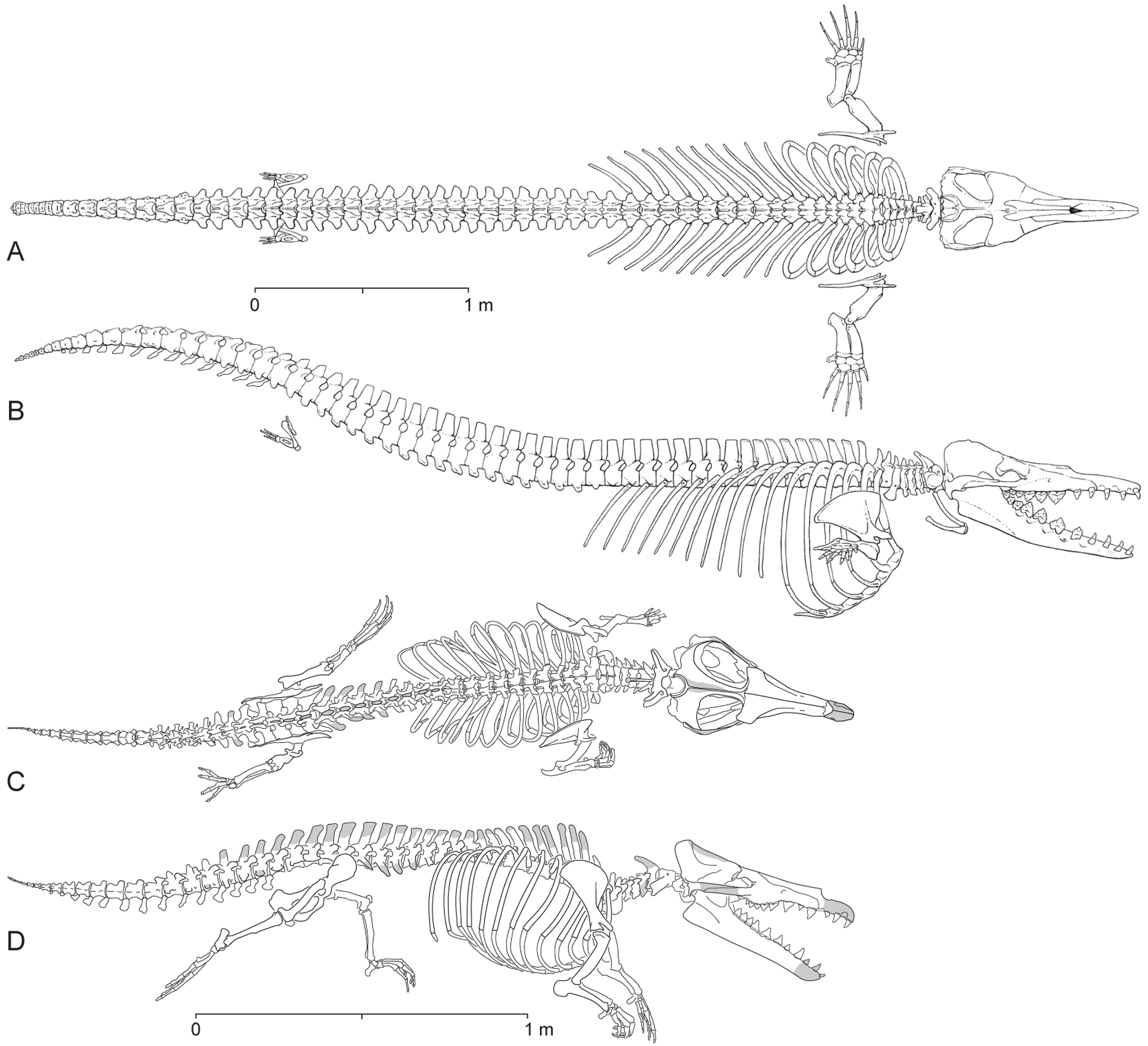
Szkielety Dorudon atrox i M. innus w pozycji przyjmowanej podczas pływania

Maiacetus (łac. „wieloryb matka”) – rodzaj wczesnego walenia ze środkowego eocenu, żyjącego około 47,5 mln lat temu na terenach dzisiejszego Pakistanu. Wyróżnia się w nim jeden gatunek: M. inuus opisany w roku 2009 na podstawie skamieniałości dwóch osobników, zinterpretowanych jako ciężarna samica i płód. Byłby to pierwszy opis szkieletu płodu u prawalenia. Główkowe położenie młodego wskazuje na odbywanie się porodu na lądzie. Thewissen i McLellan (2009) nie zgodzili się jednak z taką interpretacją; stwierdzili, że położenie mniejszego szkieletu wewnątrz większego oraz brak kręgów ogonowych wskazuje raczej, że mniejsze zwierzę zostało pożarte przez dorosłego Maiacetus albo płód uległ przemieszczeniu.
Długość dorosłego zwierzęcia wynosi 2,6 m, natomiast masę jego ciała szacuje się na 280–390 kg.